# Tahiti Mel
 (août 2015).
Si vous disposez d'ouvrages ou d'articles de référence ou si vous connaissez des sites web de qualité traitant du thème abordé ici, merci de compléter l'article en donnant les références utiles à sa vérifiabilité et en les liant à la section « Notes et références ».
Tahiti Mel (Sideshow Mel), de son vrai nom Melvin Van Horne, est un personnage secondaire de la  série télévisée Les Simpson.  
Il travaille comme assistant de Krusty le clown après l'incarcération de son prédécesseur Tahiti Bob. Il apparaît le plus souvent torse nu dans une robe tahitienne et porte un os dans ses cheveux. Cet os semble être fixé à ses cheveux par un chewing-gum, car dans l'épisode où Lisa en a un collé dans les cheveux, il lui dit de ne surtout pas essayer de l'enlever avec un os (22 courts-métrages sur Springfield, épisode 21 saison 7). Pourtant dans le film il prend son os pour taper sur le dôme. De plus, dans l'épisode Histoires d'eau (épisode 18 saison 17), on découvre que son os, une fois retiré de sa chevelure, sert de couteau suisse. Outre ses apparitions dans les sketches de Krusty, Tahiti Mel s'improvise souvent porte-parole des habitants de Springfield lors des mouvements de foule.
Il souffre d'une allergie aux produits laitiers et évoque parfois sa relation avec Barbara, sa petite-amie que le jeune Jimbo Jones accuse de n'être qu'imaginaire mais qui a cependant été vu dans l'épisode 9 de la saison 9,"Marge business".
Enfin dans l'épisode 9 de la saison 18, on apprend par l'intermédiaire de Krusty le clown que son père est décédé.
Parfois, il est appelé à tort Tahiti Bob, comme dans l'épisode Qui a tiré sur M. Burns ? - Partie 1 de la saison 6 (au moment où on lui demande son avis pour d'arrêter les agissements de Monsieur Burns), ou dans l'épisode où Lisa remplace Krusty le clown (saison 19 épisode 20 : Tout sur Lisa).